# Bazilika sv. Pavla izvan zidina
Bazilika sv. Pavla izvan zidina (talijanski: Basilica di San Paolo fuori le Mura) jedna je od četiri velike rimske bazilike, zajedno s Bazilikom svetog Spasitelja i sv. Ivana Krstitelja i Ivana evanđeliste, Bazilikom sv. Marije Velike i Bazilikom sv. Petra. Sama bazilika smještena je u Rimu, izvan granica Aurelijevih zidina, odakle i dolazi "izvan zidina" u naslovu. Iako izvan Vatikanskog Grada, Lateranskim ugovorom bazilici je dodijeljen poseban eksteritorijalni status kao vlasništvo Svete Stolice.

## Povijest
Izgradnja bazilike započela je u vrijeme cara Konstantina Velikog na mjestu povijesnog groba sv. Pavla. Na mjestu te bazilike, oko 386. god., podignuta je veća. Na mozaiku slavoluka bazilike zapisano je kako je car Teodozije I. započeo njenu izgradnju, Honorije završio, a da je u doba pape Lava I. (440. – 461.) Placidija baziliku obnovila i ukrasila. Uništena je u požaru 1823. god., a obnovljena je prema drevnim nacrtima u doba pape Pija IX., 1845. god.

## Odlike
Ispred bazilike se nalazi grandiozan četverostrani trijem (kvadriportik), koji obrubljuje 150 stupova, u stilu starokršćanskih bazilika, u čijem središtu je skulptura sv. Pavla s isukanim mačem. Pročelje je ukrašeno mozaicima u kojima dominira zlatno nebo i sjaj. Jedna od trojih vratiju su brončana, tzv. Sveta vrata, djelo Antonija Marainija (1930.).
Unutrašnjost te petorobrodne bazilike doima se veličanstveno s beskonačnim redovima stupova između kojih dopire svjetlost s dvostrukog reda prozora od alabastra. Strop je u renesansnom stilu ukrašen bijelim i zlatnim bojama, a pod je od reflektirajućeg mramora. Ispod slavoluka nalazi se urešeni brončani gotički baldahin (Arnolfo di Cambio) na četiri porfirna stupa iz 13. st., koji se tamnom bojom ocrtava na zlatnoj pozadini mozaika u apsidi. Mozaik na slavoluku je u 5. st. dala izraditi carica Gala Placidija. Između prozora i stupova nalazi se dugi red mozaičnih medaljona s portretima papa, od sv. Petra do pape Franje.
Ispod papinskog oltara, u konfesiji Arca Marmorea čuvaju se relikvije sv. Pavla. Zdesna se ulazi u kozmatski klaustar koji je uredio Vasselleto (1205. – 1241.), koji se zbog rafiniranosti profila vijenaca te bogatstvu i eleganciji rezbarija i mozaika, smatra ponajboljim klesarskim djelom svoga vremena. 
Pročelje prema Ostijskoj cesti (Via Ostiense) i zvonik su rad Polletija iz 1850. god.

## Liturgija
Baziliku sv. Pavla posvetio je papa Siricije između 384. i 399. godine. Od 11. stoljeća u katoličkoj liturgiji 18. studenoga slavi se spomendan posvete bazilikâ sv. Petra i Pavla, apostola.

## Galerija
- Mozaik u apsidi bazilike
- Sveta vrata
- Tlocrt bazilike
- Glavni brod bazilike
- Transept bazilike
- Gotički ciborij (Arnolfo di Cambio)

## Poveznice
- Bazilika sv. Petra
- Bazilika sv. Marije Velike
- Lateranska bazilika
- Svjetska baština u Italiji

## Vanjske poveznice
Mrežna mjesta
- Papinska bazilika sv. Pavla izvan zidina, službena stranica (engl.)